# John Tomac

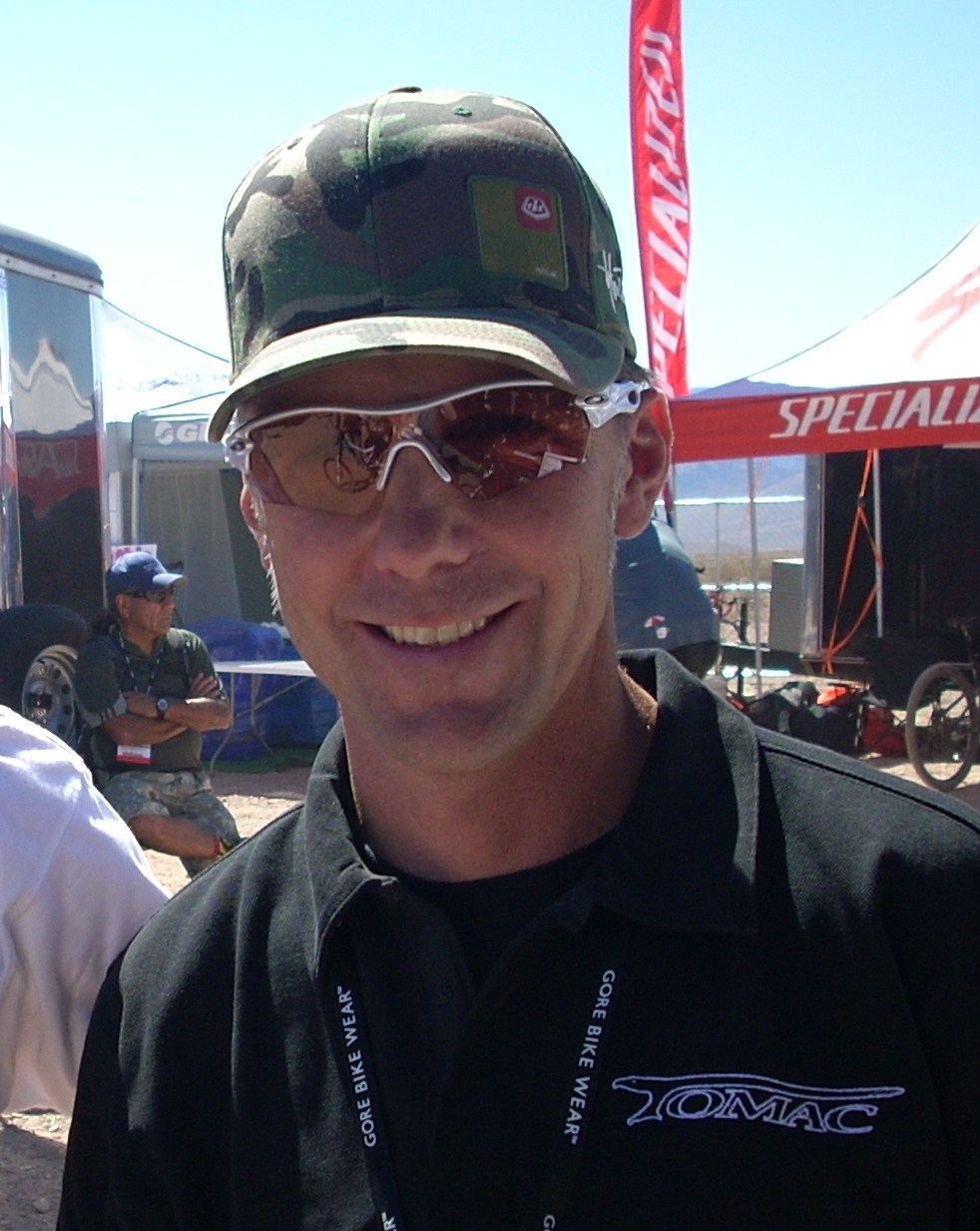
John Tomac

John Tomac (* am 3. November 1967 in Owosso, Michigan/USA) ist ein ehemaliger Radrennfahrer, der in den Anfängen des Mountainbiking zu den erfolgreichsten und bekanntesten Sportlern zählte. Er wurde bereits 1991 in die Mountainbike Hall of Fame aufgenommen. 

## Karriere
Tomac gilt als einer der vielseitigsten Radsportler, denn er konnte mit dem Rennrad, mit dem BMX, sowie in den drei zu seiner Zeit gängigsten Mountainbike-Disziplinen Cross Country, Downhill und Dual-Slalom Erfolge erzielen. Das US-amerikanische Magazin „Velo News“ wählte ihn im Jahr 1988 zum weltbesten Allrounder. Bereits im Alter von sieben Jahren bestritt Tomac sein erstes BMX-Rennen. Als 16-Jähriger gewann er 1984 die US-amerikanische BMX-Meisterschaft. Im Jahr darauf verbrachte er sein einziges Jahr als BMX-Profi, denn bereits 1986 wechselte er ins Mountainbike-Lager, in dem er gleich zwei bedeutende Wettkämpfe gewann. Die Bedeutung, die er für den noch jungen Sport hat, zeigte sich bereits jetzt: Sein Sponsor Mongoose brachte 1987 das erste „John Tomac Bike“ auf den Markt. Im selben Jahr gewann er unter anderem drei nationale Cross-Country-Rennen.
1988 zeigte Tomac seine Vielseitigkeit: Er gewann die Serie des nordamerikanischen Mountainbike-Verbands NORBA, indem er die meisten Punkte in den Disziplinen Cross Country, Downhill und Slalom sammelte. Darüber hinaus wurde er US-amerikanischer Meister auf der Straße in der Disziplin Kriterium und im Mountainbike-Cross-Country. Zudem gewann er die amerikanische und inoffizielle Weltmeisterschaft in der Mountainbike-Disziplin Dual Slalom.
1989 zeigte er sich erstmals auch bei europäischen Wettkämpfen, wo er sowohl bei der deutschen wie auch bei der europäischen Meisterschaft im Cross Country gewann. Um auch zukünftig in mehreren Disziplinen und auf beiden Kontinenten erfolgreich zu sein, unterschrieb er 1990 zwei Profiverträge (Mountainbike: Yeti, Straße: 7-11) und verlegte seinen Hauptwohnsitz nach Belgien. Für Aufsehen sorgte sein Auftritt bei den ersten offiziellen Weltmeisterschaften im selben Jahr in Durango (Colorado), als er die Downhill-Disziplin mit einem Rennradlenker absolvierte und immerhin den vierten Platz belegte. Gleichzeitig war er einer der ersten, die auf eine Federgabel setzten – seit Jahren ist die Federung Standard – im Downhill wird nur noch vollgefedert gefahren.
1991 wurde sein erfolgreichstes Jahr: Bei den erstmals in Europa ausgetragenen Mountainbike-Weltmeisterschaften gewann er in der Disziplin Cross Country und wurde zweiter im Downhill. Aufgrund dieser Erfolge konzentrierte er sich fortan ausschließlich auf Mountainbike-Rennen. Während allerdings die Spezialisierung im Sport immer weiter zunahm und es kaum noch Fahrer gab, die in mehreren Disziplinen erfolgreich waren, startete Tomac weiterhin im Cross-Country, im Downhill und Dual Slalom, wo er in den folgenden Jahren weiterhin zur Weltspitze zählte. In den Jahren 1998 und 1999 warfen ihn Verletzungen zurück, und er beendete seine offizielle Karriere im Jahr 2000. 
Im Jahr 2004 tauchte er plötzlich beim legendären Kamikaze Downhill in Mammoth Mountain, Kalifornien auf und gewann als 37-Jähriger. Den Erfolg konnte er im darauf folgenden Jahr wiederholen.

## Tomac Bicycles
Im Januar 1998 gründete Tomac gemeinsam mit Doug Bradbury, der ihn als Gründer von Manitou-Federgabeln bereits seit den 1980er Jahren unterstützt hatte, die Marke „Tomac Bicycles“. Tomac agierte erst als Testfahrer und Teammanager und ist bis heute in Produktentwicklung und Vermarktung eingebunden.

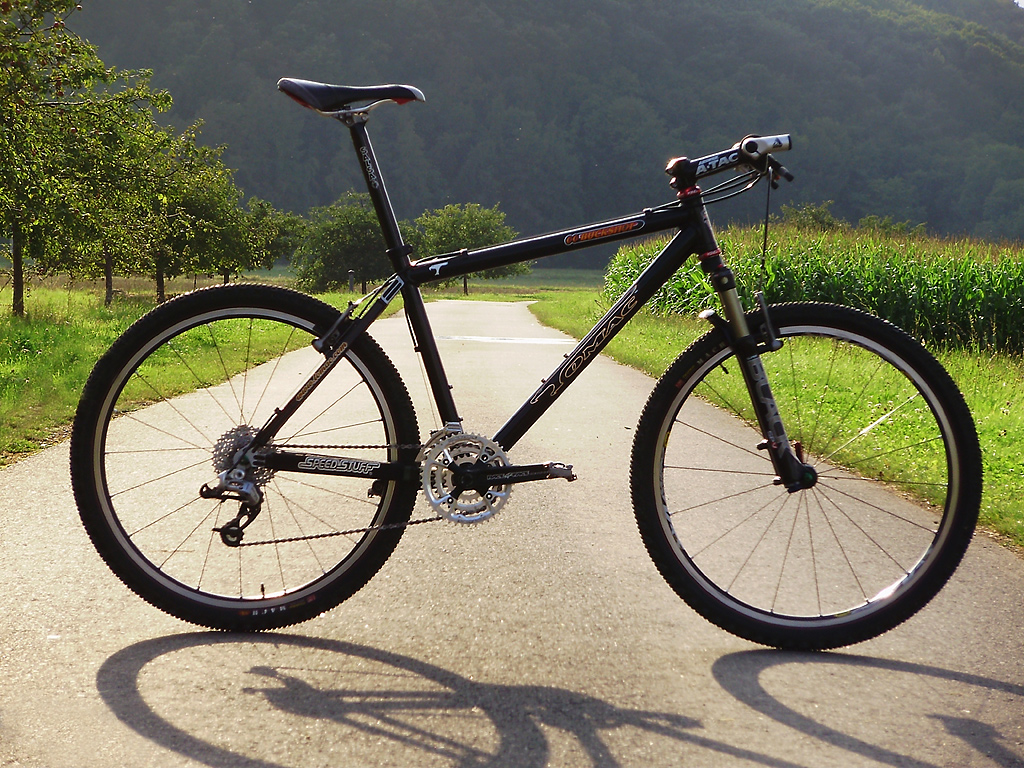
Tomac 00Buckshot

## Bedeutende Erfolge
BMX
- 1. Platz US-Meisterschaft BMX (Cruiser Class) 1984

Straße
- 1. Platz US-Meisterschaft Kriterium 1988
- 1. Platz US-Meisterschaft Mannschaftszeitfahren 1989
- Teilnahme Giro d’Italia 1990

Mountainbike
- 2. Platz UCI Weltmeisterschaft Downhill 1991
- 2. Platz UCI Weltmeisterschaft Downhill 1997
- 2. Platz UCI Weltmeisterschaft Cross Country 1991

- 1. Platz UCI Weltcup Gesamtwertung 1990, 1991
- 2. Platz UCI Weltcup Gesamtwertung 1992
- 2. Platz UCI Weltcup Gesamtwertung Downhill 1993, 1996

- 1. Platz NORBA Gesamtwertung 1988, 1989
- 1. Platz NORBA Downhill Meisterschaft 1989, 1991, 1994, 1997
- 1. Platz NORBA Cross-Country Meisterschaft 1996
- 1. Platz NORBA Dual Slalom Meisterschaft 1988
- 1. Platz NORBA Meisterschaft Cross-Country 1988
- 1. Platz Mammoth Kamikaze Downhill 2004, 2005

- 1. Platz Europäische Meisterschaft Cross-Country 1989
- 1. Platz Deutsche Meisterschaft Cross-Country 1989

## Profi-Teams
- 1985–1989 Mongoose
- 1990–1991 Yeti Cycles (MTB)
- 1989–1991 7-11 Pro team (Straße)
- 1991 Motorola (Straße)
- 1991–1997 Tioga/Raleigh Cycles (MTB)
- 1997 Giant Bicycles/Answer Manitou (MTB)
- 1998–2005 Tomac Racing (MTB)